# Arco-Íris

Vị trí của Arco-Íris trong bản đồ bang São Paulo

Arco-Íris là một đô thị ở bang São Paulo, Brasil. Arco-Íris có dân số (năm 2007) là người, diện tích là km², mật độ dân số người/km². Arco-Íris ở độ cao m, cách thủ phủ bang São Paulo km. Đô thị này nằm ở khu vực khí hậu. Theo điều tra năm 2000, Arco-Íris có:
- Tổng dân số 2163 người, trong đó, dân số thành thị: 1068, nông thôn: 1095 người.
- Nam giới: 1143, nữ giới: 1020 người.
- Mật độ dân số 8,26 người/km².
- Tuổi thọ bình quân: 67,96 năm.
- Tỷ lệ trẻ dưới 1 tuổi tử vong (trên 1 triệu): 22,65
- Tỷ lệ biết đọc biết viết: 82,08% dân số.
- Chỉ số phát triển con người: 0,708
- Tỷ lệ sinh (trẻ/bà mẹ): 2,02